# Bratři (Star Trek: Nová generace, 1. řada)
Bratři (v anglickém originále Datalore) je jedna z epizod první sezóny seriálu Star Trek: Nová generace, která byla v České republice při své premiéře odvysílána jako čtrnáctá v pořadí, zatímco ve Spojených státech jako třináctá.

## Příběh
USS Enterprise D letí splnit další úkol a nachází se přitom v blízkosti systému Omicron Theta, kde byl před 26 lety nalezen člen posádky, android Dat. Kapitán Picard se tedy rozhodne podívat se na Datovu rodnou planetu. Senzory ale hlásí, že na planetě byl zahuben veškerý život. Původně zde byla kolonie, všichni však záhadně zmizeli.
Výsadek se proto přenese na povrch, kde objeví skrytou podzemní jeskyni. Dat si vybavuje vzpomínky, když ho zde nalezl výsadek jedné lodi Federace. Když ho objevili, sám se uvedl do chodu, ale na nic si nepamatoval. Sestrojil jej doktor Noonian Soong, geniální kybernetik 23. století. Soong byl zdrcen svým neúspěchem sestrojit funkční pozitronický mozek a stáhl se do ústraní. Výsadek se dostane do vědecké laboratoře, kde doktor kdysi pracoval. Zde objeví rozmontované části dalšího androida, který vypadá úplně stejně jako Dat.
Všechny části androida jsou přeneseny na loď, kde technici začnou pracovat na jejich sestavení. Přitom potřebují Datovu pomoc. Dat se nechá vypnout, aby jim usnadnil práci a oni mohli zjistit přesný postup, jak byl sestaven. Prozradí doktorce Crusherové, že na zádech má tlačítko, které při stisknutí způsobí jeho deaktivaci. Technici v čele s hlavním inženýrem Argylem androida úspěšně oživí. Android se představí jako Lore a je opravdu přesnou kopií Data. Na Picardovu otázku, kdo z dvou androidů byl vyroben první, odpoví, že Dat. Posádka se snaží jej poznat. Lore je oproti Datovi více lidský, ale nikdo zatím nezná jeho tajemství.
Picard nechá Lora opatrně sledovat a Dat ho má na starosti. K Enterprise dorazí obrovská krystalická bytost, která na ni zaútočí. Bytost vypadá přesně jako na několika obrázcích, jenž našli v laboratoři. Lore se zatím seznamuje s chodem lodi a rozhodne se uskutečnit smělý plán. Otráví Data látkou přimíchanou do pití a zaujme jeho místo. Dokonale ho imituje, takže nikdo z posádky nepojme podezření, až na Wesleyho. Jeho poznámkám ale nikdo nevěnuje pozornost. Lore přivolá velkou krystalickou bytost, se kterou je v kontaktu. Tato bytost před lety zničila Datovu rodnou planetu, což jí přikázal Lore, který našel způsob jak s bytostí komunikovat.
Lore je labilní a plný zášti. Pomstil se tak kolonistům za to, že přinutili doktora Soonga, aby ho rozebral. Začali se Lora totiž bát.
Kapitán Picard vykáže Wesleyho za jeho připomínky z můstku a pošle doktorku Crusherovou, aby na něj dohlédla. Lore, přestrojený za Data, sdělí ostatním, že s krystalickou bytostí dokáže komunikovat. Navrhne přenést do vesmíru nějaký menší předmět a nechat jej zničit, aby bytost viděla, co loď dokáže. Přitom chce ale využít dobu, kdy budou během přenosu vypnuty štíty a bytost mohla zaútočit na loď.
Wesley ale přemluví matku, aby společně zašli do Datovy kajuty, kde android leží vypnutý. Doktorka jej aktivuje a společně se vypraví do skladového prostoru, aby zastavili Lora. Lore je ale přelstí a zmocní se phaseru. Dat se na něj vrhne a po krátké šarvátce se Wesleymu podaří zlého androida transportovat do vesmíru. Krystalická bytost odletí pryč, bez svého pána na loď nezaútočí. Všichni jsou v pořádku, takže Enterprise může vystartovat na další misi.

## Zajímavosti
- Brent Spiner, představitel androida Data, se zde poprvé objevil ve dvojroli. Hraje také Datova bratra Lora.
- Jedná se o epizodu, od které se začíná rozvíjet linie příběhu Data a jeho rodiny.

## Návaznost
- Český název epizody byl zvolen vhodně jako Bratři. Epizoda ve čtvrté sezóně s originálním názvem Brothers dostala v češtině stejný název, tedy opět Bratři. V ní se opět vyskytuje zlý android Lore a také s „otec“ Data, doktor Noonian Soong, který jej stvořil.
- Krystalická entita se objevila ještě v páté sezóně v epizodě Marná oběť.